# Норвезький музей льодовиків
Норве́зький музе́й льодовикі́в (норв. Norsk bremuseum) — музей льодовиків біля села Ф'єрланн (норв. Fjærland) в комуні Согндал, фюльке Согн-ог-Ф'юране, в Норвегії. У 1991 році музей відкрився для публічного відвідування, він розташований на територіі національного парку Юстедалсбреен.
Мета музею збирати, створювати і поширювати інформацію про льодовики і клімат.
Будівлю музею спроєктував норвезький архітектор Сверре Улав Фен (норв. Sverre Olav Fehn). Отримала престижну Прітцкерівську премію.
Музей співпрацює з такими організаціями, як Університет Осло, Бергенський університет, Міжнародне гляціологічне товариство, Норвезький полярний інститут та іншими.